# Fannia heydenii
Fannia heydenii är en tvåvingeart som först beskrevs av Christian Rudolph Wilhelm Wiedemann 1830.  Fannia heydenii ingår i släktet Fannia och familjen takdansflugor. Inga underarter finns listade i Catalogue of Life.